# Norsk timmia
Norsk timmia (Timmia norvegica) är en bladmossart som beskrevs av J. E. Zetterstedt 1862. Norsk timmia ingår i släktet timmior, och familjen Timmiaceae. Enligt den finländska rödlistan är arten starkt hotad i Finland. Arten är reproducerande i Sverige. Artens livsmiljö är kalkstensklippor och kalkbrott. Inga underarter finns listade i Catalogue of Life.